# Смолянка (канал)
Смолянка (укр. Смолянка) — канал, протекающий в Черниговской области. Соединяет реку Остёр (за западной окраиной города Нежин) с рекой Вересочь в бассейне Днепра.
Длина канала — 11 км, а площадь водосборного бассейна — 103 км².
Большая часть канала протекает в урочище Смолянка. Вокруг канала образована дренажная система, доходящая до таких сёл как Колесники, Каблуки, Бобрик, Зруб, Кукшин, Хомино.

## Топографическая карта
- Лист карты M-36-28 Нежин. Масштаб: 1 : 100 000. Указать дату выпуска/состояния местности.